# Bronis Ropė

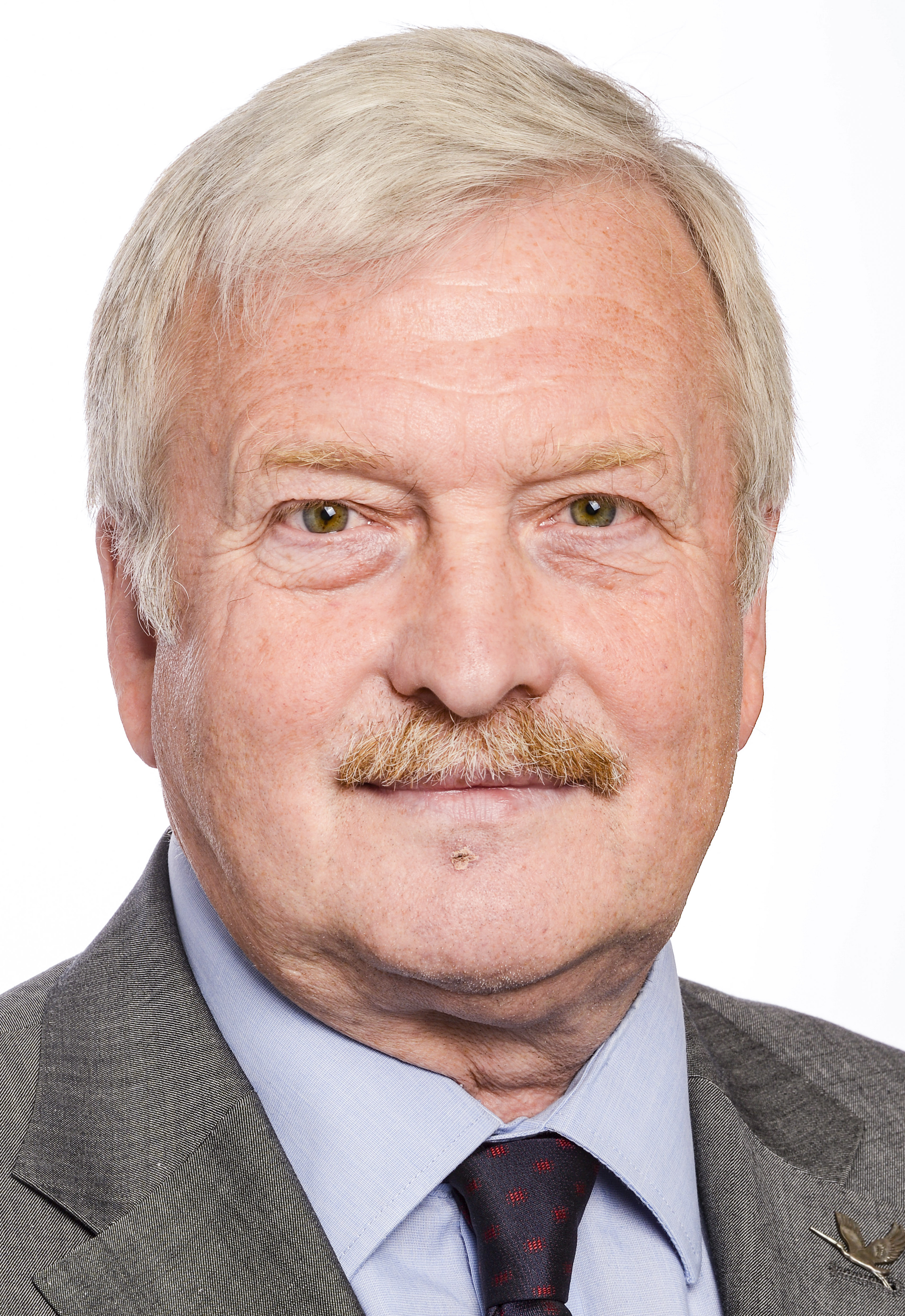
Bronis Ropė (2019)

Bronis Ropė (* 14. April 1955 in Degutėliai, Rajongemeinde Ignalina) ist ein litauischer Politiker (LVŽS), Seimas-Mitglied. Ropė war zeitweise Bürgermeister der Stadt und später Rajongemeinde Ignalina. Ab der Europawahl 2014 war er Mitglied des Europaparlaments als Teil der Fraktion Die Grünen/EFA. Er wurde bei der Wahl 2019 wiedergewählt.

## Leben
1979 absolvierte Bronis Ropė das Diplomstudium am Kauno politechnikos institutas und wurde Maschinenbau-Ingenieur. 1979 arbeitete er bei Kuro aparatūra in Vilnius als Technologe, ab 1980 in Dūkštas.

### Einstieg in die litauische Politik
Zum Ende der litauischen SSR begann Ropė sich in der Politik zu engagieren und war zunächst von 1990 bis 1992 Vizebürgermeister, von 1992 bis 1995 Verwalter (Bürgermeister) von Ignalina. Von 1995 bis 2014 hatte er die Funktion des Bürgermeisters der Rajongemeinde Ignalina inne.
Seit 2006 ist Bronis Ropė stellvertretender Vorsitzender der Lietuvos valstiečių liaudininkų partija.
2014 trat Ropė als Kandidat bei der Präsidentschaftswahl in Litauen 2014 an, kam jedoch mit 4,21 Prozent nicht in den zweiten Wahlgang. Seit 2024 ist er Mitglied im 14. Seimas. 

### Wechsel ins Europaparlament
Bei der Europawahl 2014 nominierte seine Partei, der Bund der Bauern und Grünen Litauens, für den ersten Listenplatz. Mit 6,61 Prozent zog er als einziger Abgeordneter seiner Partei ein und war seitdem Mitglied des Europaparlaments. Obwohl seine Partei weder Mitglied der Europäischen Grünen, noch der Europäischen Freien Allianz ist, trat er der Fraktion Die Grünen/EFA bei. In der achten Legislatur war Rope Mitglied im Ausschuss für Landwirtschaft und ländliche Entwicklung sowie stellvertretendes Mitglied im Ausschuss für regionale Entwicklung. Ebenso war er als Stellvertreter im 2016–2017 tagenden Untersuchungsausschuss zu Emissionsmessungen in der Automobilindustrie.
Bei der Europawahl 2019 kandidierte Ropė erneut. Die Partei gewann 12,56 Prozent der Stimmen und damit zwei der elf litauischen Mandate. Er verteidigte damit sein Mandat, zusätzlich zog mit ihm sein Parteikollege Stasys Jakeliūnas ein. Ropė und Jakeliūnas traten erneut der Fraktion Die Grünen/EFA bei. Für die Fraktion ist er erneut Mitglied im Ausschuss für Landwirtschaft und ländliche Entwicklung, sowie stellvertretendes Mitglied im Ausschuss für Industrie, Forschung und Energie und im Ausschuss für regionale Entwicklung.

### Privat
Bronis Ropė ist verheiratet und hat zwei Söhne.